# Celeste de Andrade
Maria Celeste Freire de Andrade de Rates Costa (Lisboa, 22 de junho de 1922 - 2007), mais conhecida como Celeste de Andrade, foi uma ficcionista e tradutora, autora do romance Grades Vivas (1954)

## Biografia
Nasce a 17 de junho de 1922, sendo registada cinco dias depois. Filha de José Carlos Rates, escritor e dirigente sindical, e um dos fundadores e primeiro secretário-geral do Partido Comunista Português e Maria da Conceição Andrade. A presença de escritores na família - o escritor, crítico e tradutor João Pedro de Andrade era seu tio e o primo Garibaldino de Andrade era escritor, professor, editor e diretor literário - fomenta o seu amor pela literatura.
O escrever, na família, vem de longa data. Dos vivos, dois são conhecidos do público: meu tio João Pedro de Andrade e meu primo Garibaldino de Andrade. Depois, as pessoas que me rodeavam interessavam-se pela leitura. Discutiam as suas impressões na minha presença. De tal modo que os livros foram sempre para mim o meu "clima". É com eles que me sinto verdadeiramente eu, na medida em que me ajudam a descobrir-me, a compreender-me.
Tem um primeiro casamento de duração curta. Conhece Nataniel Costa, que se iria tornar no seu segundo marido, no Teatro do Salitre, grupo em que colaborava como atriz. Casa com o diplomata português que é director literário da editora Estúdios Cor, e que irá publicar traduções de Celeste de Andrade, entre as quais A Minha Infância de Máximo Gorki e Fim de Semana em Zudycoote de Robert Merle, e aí trabalha ao lado de José Saramago, então em início de carreira. É na mesma editora que publica o seu romance Grades Vivas, em 1954, que é o primeiro original português da Colecção Latitude, onde se publicaria também Louise de Vilmorin e Colette, cuja obra terá inspirado Celeste de Andrade. A influência de Colette nota-se na sua primeira obra intitulada A Gata, que publica em capítulos no periódico semanal Mundo Literário, sob o pseudónimo Maria Celeste.
De 1959 a 1962, Celeste de Andrade vive em França, onde o marido é cônsul português, e depois na Suíça, onde ele cumpre a função de embaixador. Relega para segundo plano a sua carreira literária para acompanhar o marido, e tenta retomá-la por volta da década de 80, quando faz esforços para publicar vários manuscritos, mas sem sucesso. 
Apesar da sua reduzida obra, inclui-se no grupo de escritoras de ficção mais notáveis das décadas de 50-60 do século XX, ao lado de Maria da Graça Freire, Natália Nunes, Patrícia Joyce e Ester de Lemos.

## Grades Vivas
Grades Vivas (1954), o seu único romance publicado, foi apresentado como obra de ficção, mas pensa-se que a protagonista é uma auto-inserção da autora, devido às similaridades entre a vida de uma e de outra. A obra é notável por abordar a violência exercida sobre mulheres. A protagonista descreve um aborto clandestino, fruto de uma decisão autónoma derivada da situação abusiva em que vive.
O livro foi bem recebido pela crítica contemporânea, mas Celeste de Andrade não voltaria a publicar, provavelmente por motivos relacionados com obrigações familiares.